# Hagelloch
Hagelloch je část německého města Tübingen v Bádensku-Württembersku. Nachází se na okraji města, asi 3 km severovýchodně od jeho centra. První písemná zmínka o vesnici pochází z roku 1106.
Žije zde asi 1 803 obyvatel (2005).
Dvakrát ročně se v místní tělocvičně koná bleší trh. Jeho výnosy jsou použity k financování mateřské školky. Fungují zde dva občanské spolky: hudební a fotbalový.

## Doprava
Jezdí sem pravidelná městská hromadná doprava – linky 8 a 18 a noční linka N97.